# ديمقراطية إلكترونية تعاونية

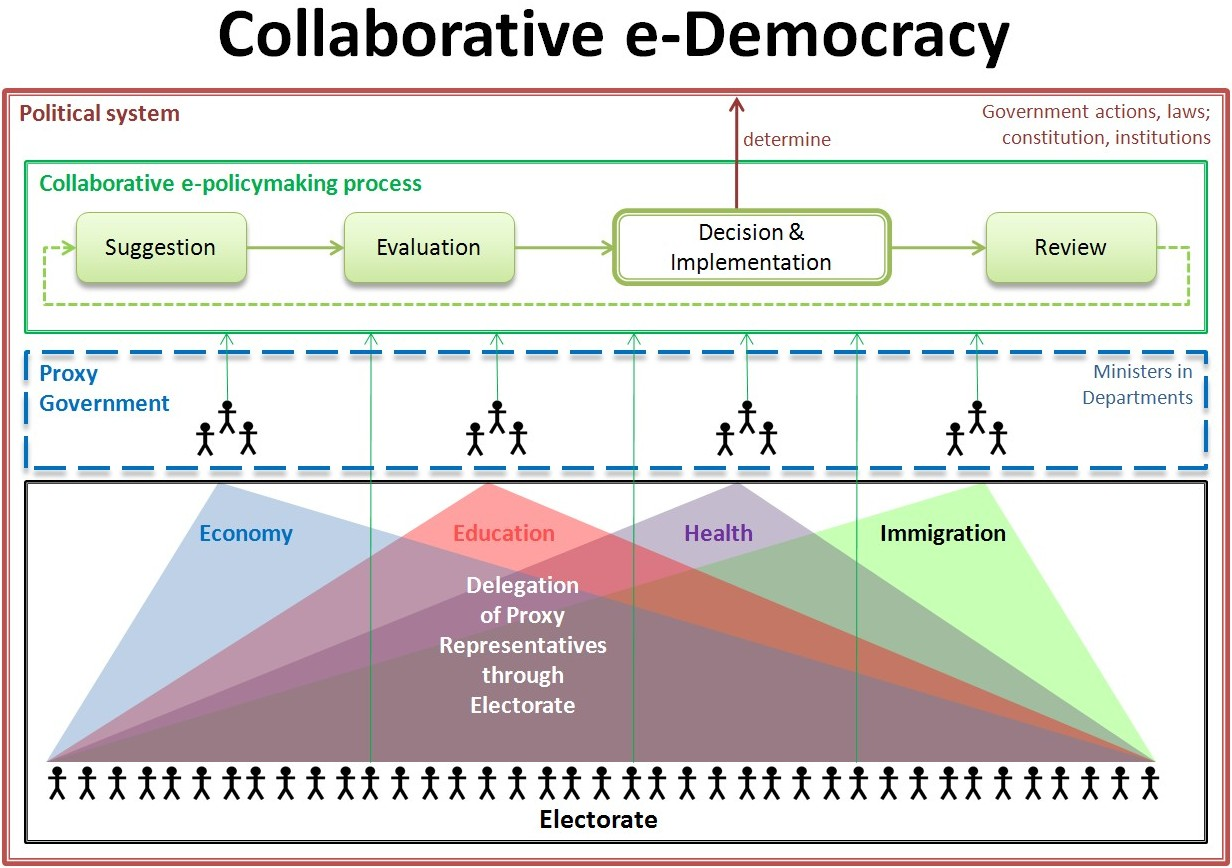
يشارك كل مواطن في الديمقراطية الإلكترونية التعاونية في العملية السياسية، سواء كان ذلك بطريقة غير مباشرة - بتوكيل مندوبين مفوضين للتصويت نيابةً عنه في مختلف القطاعات السياسية، أو بطريقة مباشرة - بالتصويت في مسألة معينة (الأسهم الخضراء).

الديمقراطية الإلكترونية التعاونية أو الديمقراطية الجامعة هو مفهوم يجمع بين الميزات الأساسية لـ الديمقراطية المباشرة والديمقراطية التمثيلية والديمقراطية الإلكترونية (أي استخدام تقنيات المعلومات والاتصالات في العمليات الديمقراطية). ولقد تم نشر هذا المفهوم لأول مرة في اثنين من المؤتمرات الأكاديمية الدولية عام 2009 (انظر أدناه).
تشير الديمقراطية الإلكترونية التعاونية إلى نظام سياسي تتعاون فيه الأطراف الحكومية (السياسيون/الأحزاب والوزراء وأعضاء البرلمانات إلخ) مع الأطراف غير الحكومية (المنظمات غير الحكومية وجماعات الضغط السياسي والجماعات المدنية والمواطنين الأفراد، إلخ) في وضع القوانين والسياسات. وتمارس عملية وضع السياسة التعاونية على موقع الشبكة الاجتماعي الحكومي حيث يكون جميع المواطنين أعضاءً (صناعة السياسة الإلكترونية التعاونية). 
في حين أن المسؤولين الحكوميين (أي «المندوبين المفوضين») يباشرون الأغلبية العظمى من عمليات وضع القوانين وصناعة السياسات (الديمقراطية التمثيلية), ينبغي أن يحتفظ المواطنون بقوة التصويت النهائي في كل مسألة (الديمقراطية المباشرة). أضف إلى ذلك، أنه ينبغي أن يُمكن كل مواطن من تقديم سياساته الخاصة للهيئة الانتخابية ومن ثم تتم المبادرة بعمليات سياسية جديدة إن أمكن (مبادرة). وتراعي السياسات التي وضعت بالتعاون آراء نسبة أكبر من المواطنين؛ ومن ثم فإنها تكون أكثر عدلاً واستدامة وأسهل عند التطبيق.

## خلفية نظرية
تنطوي الديمقراطية الإلكترونية التعاونية على المكونات النظرية التالية:
- "الديمقراطية التعاونية’, هي "إطار سياسي حيث يتعاون الناخبون والمنتخب تعاونًا حثيثًا للوصول إلى أفضل حل ممكن لأي موقف باستخدام تقنيات التعاون المتوفرة وذلك بهدف تسهيل مشاركة قطاع عريض من المواطنين في الحكومة".[1][2]
- "صناعة السياسة الإلكترونية التعاونية’ هو برنامج برمجي يسهل العملية السياسية ذات المراحل الخمس حيث يشارك كل مواطن مشاركةً مباشرة أو غير مباشرة (عبر المندوبين المفوضين). وتتم ممارسة العملية عبر موقع الشبكة الاجتماعي الحكومي حيث يكون جميع المواطنين أعضاءً فيه. ويمكن لكل مواطن عرض مشكلات وتقييم وتقدير اقتراحات الآخرين والتصويت على القوانين والسياسات التي تؤثر على حياتهم. [وعلى المستوى العام، تعد صناعة السياسة الإلكترونية التعاونية عملية عالمية تسهل على كل مؤسسة (مثل الأعمال التجارية أو الحكومة) أو مجموعة منتخبة ذاتيًا (مثلا الاتحادات أو الجماعات عبر الإنترنت) مسألة التعاون في إنشاء قواعدها الخاصة (مثل القوانين ولائحة السلوكيات) والإستراتيجيات (مثل الأفعال الحكومية وسياسات الأعمال) وذلك من خلال إشراك جميع الأطراف في عمليات القرار المختصة بهم.] [3][4][5]
- التصويت بالوكالة: قد تتطلب الديمقراطية المباشرة أن يقوم كل مواطن بالتصويت على كل مسألة سياسية في كل مرة. ولكن، نظرًا لأن ذلك قد يلقي أعباءً زائدة على كاهل معظم أفراد الشعب، ينتخب المواطنون في الديمقراطية الإلكترونية التعاونية ممثلين موثوقين (أو وكلاء) للتصويت نيابةً عنهم في جميع تلك المشكلات و/أو المجالات حيث يعوزهم الوقت أو الخبرة أو الاهتمام بالمشاركة المباشرة. ورغم أن الوكيل يصوت نيابةً عن الأشخاص الأساسيين، يحتفظ هؤلاء الأشخاص بقوة التصويت النهائية في كل مسألة. ومن ثم يجمع التمثيل بالوكالة ما بين أفضل ميزات الديمقراطية المباشرة والديمقراطية التمثيلية على موقع الشبكة الاجتماعي.[6]

## العملية السياسية
إن صناعة السياسة الإلكترونية التعاونية هي عملية يتم فيها إنتاج القوانين والسياسات العامة بتعاون العديد من الأطراف (مثل الأشخاص المتأثرين؛ وخبراء المجال؛ والأطراف الذين يمكنهم المساعدة في تطبيق الحل). وتبدأ كل دورة سياسة جديدة بتعريف جماعة المشاركين (مثل المواطنين أو الخبراء أو الممثلين بالوكالة) للمشكلة أوالهدف الجماعي.
- مرحلة الاقتراح والتصنيف: يُشجع كل مشارك على تقديم اقتراحات السياسة حول كيفية حل المشكلة المحددة / تحقيق الهدف (سياسة التعهيد الجماعي). ثم يتم تصنيف ما تم تقديمه بحيث تظهر السياسة التي حصلت على أكبر عدد من المؤيدين فوق غيرها.
- مرحلة التقييم: تم تعريف مميزات ونواحي قصور تطبيق كل اقتراح حصل على مرتبة عالية (أي القانون أو الإجراء الحكومي) بحيث يمكن للمجموع تقييم مدى تأثرهم بكل سياسة. ويدعم عملية التقييم خبراء مستقلون في المجال.
- مرحلة التصويت: اعتمادًا على المعلومات الموضوعة بالتعاون يصوت الجميع على الاقتراح المعتبر أنه المثالي لحل المشكلة الجماعية / تحقيق الهدف. والنتيجة هي تقديم قانون أو تنفيذ إجراء حكومي جديد.
- مرحلة المراجعة: تتم مخاطبة الجماعة بعد فترة محددة مسبقًا بعد التنفيذ لتحديد ما إذا كان المشكلة قد انحلت / الهدف قد تحقق بفعلة السياسة المحددة أم لا. فإذا كانت النتيجة إيجابية، فسيتم إنهاء دورة السياسة؛ وإذا كانت النتيجة سلبية، تبدأ العملية مرة أخرى من مرحلة الاقتراح حتى يتم حل المشكلة.

ولتكن الأمور واضحة، تكون صناعة السياسة الإلكترونية التعاونية عملية مؤتمتة مثل عملية برمجية يتم إجراؤها في موقع الشبكة الاجتماعية الحكومي.

## المبادئ
تعتمد الديمقراطية الإلكترونية التعاونية على المبادئ الجوهرية التالية:
- الحكم الذاتي, إنه المبدأ المثالي للديمقراطية المباشرة و"quod omnes tangit ab omnibus approbetur", المبدأ القديم المشتق من القانون الروماني الذي يقول إن «ما يؤثر على كل الشعب يجب أن يوافق عليه جميع الشعب». ويتعارض هذا المبدأ تعارضًا شديدًا مع الديمقراطية التمثيلية حيث تنحاز عملية صناعة السياسة العامة بفعل جماعات الضغط للمؤسسات التجارية (نظام حكم الشركات).
- الحكم مفتوح المصدر, هي فلسفة سياسية تناصر تطبيق سياسات الحركات مفتوحة المصدر والمحتوى المفتوح في المبادئ الديمقراطية من أجل تمكين أي مواطن مهتم من المساهمة في عملية وضع السياسة.
- التجميع: من وظائف موقع الشبكة الاجتماعي أن يقوم بتجميع آراء المواطنين حول المشكلات (مثل الموافقة على سياسة معينة). واعتمادًا على الآراء الجماعية يمكن للأفراد تكوين مجموعات متخصصة لمعالجة تلك المشكلات.
- التعاون: هي وظيفة أخرى تسهل تعاون الأفراد المتفقين في الرأي حول المشكلات العامة (مثل التعاون في وضع اقتراح سياسة) داخل المجموعات الجماعية و/أو بين المجموعات المستقلة. إلى جانب هذا، هناك المجموعات ذات الإستراتيجيات / الرؤى المعارضة التي تركز على نتائج مشابهة والتي تتنافس مع بعضها البعض.
- الذكاء الجمعي: تشحذ عملية صناعة السياسة الإلكترونية التعاونية الذكاء الجمعي للشعب، ويقصد بذلك ذكاء المجموعة المشترك الذي يبرز من التجميع والتعاون والتنافس وصناعة القرار (بالإجماع) لمختلف الأطراف. ويستغل هذا الذكاء الجمعي في تعريف المشكلات والتعاون في وضع الحلول المثالية / المستدامة لمعظم الشعب. ويعكس الذكاء الجماعي نموذج تصميم ويب 2.0.
- التعلم والتبني الجمعي: يحول مكون الديمقراطية المباشرة للديمقراطية الإلكترونية التعاونية مسؤولية صناعة القرار من فرق الحكومة (أعلى لأسفل) إلى مجموعة من المواطنين (أسفل لأعلى). وعندما يواجه الشعب عواقب قراراته الخاصة تبدأ عملية تعلم جمعي. إن الديمقراطية الإلكترونية التعاونية ليست بناءً ثابتًا بل هي مرنة ومفتوحة للتغيير من خلال إدماج تجارب التعلم سريعًا ومن خلال التبني الجمعي للظروف الاجتماعية أو الاقتصادية أو البيئية. ويعكس هذا المبدأ «بيتا الدائمة» وهو نمط تصميم آخر لويب 2.0.[7]

## الفوائد ونواحي القصور
يميل مفهوم الديمقراطية الإلكترونية التعاونية إلى تحقيق الفوائد: التالية.
- الشفافية وإمكانية الوصول: يمكن أن تكون عملية صناعة السياسة الإلكترونية التعاونية عملية شفافة ويمكن لجميع المواطنين الوصول إليها عبر الإنترنت.
- الفعالية السياسية: قد يزيد السماح للمواطنين بالمشاركة في العمليات الحكومية من الفعالية السياسية ويتصدى لـ القصور الديمقراطي.
- التداول: قد يزيد موقع الشبكة الاجتماعي الحكومي باعتباره منصة المعلومات السياسية والاتصالات من جودة التداول بين مختلف الأطراف الحكومية وغير الحكومية في البلاد.
- الوعي الجمعي: قد تزيد المشاركة واسعة النطاق عبر الإنترنت من وعي الجمهور بالمشكلات الجماعية أو الأهداف أو مشكلات السياسة (مثل آراء الأقليات) وتسهل عملية شحن الذكاء الجمعي للأمة نحو وضع سياسات بالتعاون.

على الناحية الأخرى هناك عدة قيود: على هذا المفهوم
- دستورقيود دستورية: يوجد في معظم الدول الديمقراطية قيود دستورية على الديمقراطية المباشرة؛ وقد لا تكون الحكومات على استعداد للتخلي عن سلطة وضع السياسات لصالح المجموع.
- الفجوة الإلكترونية: سيحرم من لا يمكنهم استخدام الإنترنت من ميزة المشاركة في الديمقراطية الإلكترونية التعاونية. ومن ثم يجب تطبيق الإجراءات الديمقراطية التقليدية حتى يتم سد الفجوة الإلكترونية.
- قاعدة الأغلبية: مثلما هو الحال في معظم عمليات صناعة القرار الديمقراطي تتفوق الأغلبيات في التصويت على الأقليات. وبهذا ينبغي أن تعطي عملية التقييم إنذارًا عادلاً عندما تتعرض المجموعات الأقلية للتمييز نتيجة سياسة معينة.
- سذاجة: قد ينقص المصوتين الفهم الشامل للحقائق والبيانات التي تحيط بآرائهم. وقد يؤدي هذا إلى الخطأ في التصويت بحيث لا يعكس التصويت ما يريده المصوتون فعلاً. وقد تنخفض حدة هذه المشكلة من خلال زيادة التعليم والتفكير النقدي ومهارات المنطق واستخدام الإنترنت. وتنطوي عملية صناعة السياسة الإلكترونية التعاونية على استخدام الوكلاء والخبراء لإعلام الناس بمضامين السياسات المقترحة قبل اتخاذ القرار.

## البحث والتطوير
لقد نشر عام 2009 مفهومي الديمقراطية الإلكترونية التعاونية وصناعة السياسة الإلكترونية التعاونية لأول مرة في مؤتمرين أكاديميين حول الحكم الإلكتروني والديمقراطية الإلكترونية:
- بيتريك، كلاوس (2009) «المشاركة والديمقراطية الإلكترونية: كيفية استخدام ويب 2.0 في صناعة القرار السياسي»; the 10th International Digital Government Research Conference: "Social Networks: Making Connections between Citizens, Data & Government" في ولاية بويبلا، المكسيك;
- بيتريك، كلاوس (2009) “التداول والتعاون في العملية السياسية: منهج ويب 2.0"; The 3rd Conference on Electronic Democracy في فيينا، النمسا.
- ظهر الإصدار الثالث في "eJournal of eDemocracy and Open Government", Vol 2, No 1 (2010).

يتم حاليًا إجراء بحث في جامعة كوينزلاند للتقنية في بريزبن، أستراليا حيث يتم تطوير برنامج نمطي لصناعة السياسة الإلكترونية التعاونية. وسوف يتميز البرنامج بمنصة ويب 2.0 مستقلة مع مشاركة مفتوحة؛ وسيتم تسهيل الأمر أمام المشاركين المتطوعين للتعاون في وضع القوانين الأسترالية العامة والسياسات من خلال المتابعة في مراحل عملية صناعة السياسة الإلكترونية التعاونية. ويحتمل أن تبدأ الفترة التجريبية عام 2011.